# Berg (Schussental)
Berg (Schussental) este o comună din landul Baden-Württemberg, Germania.